# Kawunghilir
Kawunghilir is een bestuurslaag in het regentschap Majalengka van de provincie West-Java, Indonesië. Kawunghilir telt 715 inwoners (volkstelling 2010).